# 吴大胜
吴大胜（1914年—1994年），河南省新县卡房乡王畈村人。中华人民共和国政治人物。
早年参加中国工农红军，任红四军第十二师师部勤务员、警卫员。抗日战争期间，担任新四军支队后方留守处地下交通员、新四军第二师供给部采办组长、六旅供给部副部长等职。
第二次国共内战期间，担任华东第十纵队供给部部长，兼盐阜军区供给部部长；华东野战军12纵队兼苏北军区供给部部长等职。中华人民共和国成立后，担任华东军区后勤部油料部部长、后勤部副部长、江苏省军区第一政委，授大校军衔。中共江苏省委书记。清查“五·一六反革命集团”运动期间，江苏省委书记吴大胜以南京大学为突破口，派出“调查组”进驻清查。南京大学先后被莫须有地打成‘五·一六’分子的师生员工达1560人，占当时师生员工总数（4950人）的近三分之一。其中被关押批斗的有389人，被判刑的16人，被迫害致死多达28人。